# Walter Birtles
Walter Allan Birtles (Carbon, 16 aprile 1937 – North Vancouver, 14 settembre 2024) è stato un cestista canadese.

## Carriera
Con il Canada disputò i Giochi di Tokyo 1964 e il Torneo Pre-Olimpico FIBA 1964.